# Carl Wayne Buntion
Carl Wayne Buntion (Condado de Harris, 30 de marzo de 1944 - Unidad de Huntsville, Texas, 21 de abril de 2022) fue un reo estadounidense condenado por asesinato capital en Texas y sentenciado a muerte. El 21 de abril de 2022, a la edad de 78 años, se convirtió en el recluso de mayor edad en ser ejecutado en Texas.

## Primeros años
Carl Wayne Buntion nació el 30 de marzo de 1944 en el Condado de Harris, Texas, y tenía un hermano gemelo. Cuando era niño, su padre asesinó a un hombre y fue violento tanto con Buntion, el hermano y la madre de Buntion. Sufrió fracturas de huesos por el abuso y dijo que tenía un trastorno de estrés postraumático debido a los incidentes.
Buntion luego se haría miembro de la Hermandad Aria de Texas.

## Actividad criminal
Buntion tenía un largo historial criminal antes del asesinato, comenzando con una condena por hurto en 1961. A lo largo de los años, acumuló condenas por robo, daños a la propiedad y posesión de estupefacientes.
En el momento del tiroteo, Buntion estaba en libertad condicional, luego de cumplir trece meses de una sentencia de quince años por agredir sexualmente a un menor de edad. El 10 de abril de 1971, su hermano gemelo, Kenneth Buntion, fue abatido por dos policías durante un tiroteo. En ese momento, Carl supuestamente había jurado vengar la muerte de su hermano. Además, supuestamente le había dicho a un compañero que prefería pelearse a tiros con la policía antes que ser enviado de vuelta a prisión.

## Asesinato de James Irby
El 27 de junio de 1990, Buntion era el pasajero de un vehículo que fue detenido por el oficial del Departamento de Policía de Houston, James Bruce Irby Jr. (25 de mayo de 1953 - 27 de junio de 1990), de 37 años. Irby comenzó a hablar con el conductor, y Buntion salió del vehículo y disparó a Irby una vez en la cabeza. Irby cayó al suelo y Buntion le disparó dos veces en la espalda. Buntion huyó de la escena y disparó a otros que estaban cerca. Después de matar a Irby, Buntion también intentó dispararle a un conductor durante un intento de robo de auto, le disparó a otro oficial y apuntó a otra persona antes de que lo arrestaran. Buntion fue detenido en un edificio cercano.

## Procedimientos legales y ejecución
En 1991, un jurado encontró a Buntion culpable de asesinato capital y lo condenó a muerte. La Corte de Apelaciones en lo Penal de Texas anuló la sentencia de muerte de Buntion en 2009. En 2012, Buntion fue nuevamente sentenciado a muerte por un jurado.
Los abogados de Buntion apelaron ante la Corte Suprema de los Estados Unidos. En octubre de 2021, la Corte Suprema rechazó la apelación de Buntion. En una declaración posterior a la negación, el juez Stephen Breyer dijo que el "largo confinamiento de Buntion, y el confinamiento de otros como él, cuestiona la constitucionalidad de la pena de muerte".
Fue ejecutado por inyección letal el 21 de abril de 2022, a la edad de 78 años, lo que lo convierte en el preso de mayor edad ejecutado en Texas. El reo de mayor edad hasta el momento ejecutado en Estados Unidos desde 1976 es Walter Moody, ejecutado el 19 de abril de 2018 en Alabama a los 83 años.